# 齿滑面蟹
齿滑面蟹（学名：Etisus dentatus）为扇蟹科滑面蟹属的动物。分布于日本、夏威夷群岛、萨摩亚群岛、塔希提岛、斐济群岛、新喀里多尼亚岛、托雷斯海峡、印度、毛里求斯、马达加斯加以及中国大陆的西沙群岛、海南岛等地，生活环境为海水，主要生活于岩质海底或珊瑚礁浅水中。